# ゴルカ・イライソス・モレノ
ゴルカ・イライソス・モレノ（Gorka Iraizoz Moreno, 1981年3月6日 - ）は、スペイン・パンプローナ出身の元サッカー選手。ポジションはゴールキーパー。

## 経歴
2005年にRCDエスパニョールに移籍し、主にイドリス・カメニの控えGKとしてクラブを支えた。2005-06シーズンにはコパ・デル・レイで優勝した。2006-07シーズンにはUEFAカップで準優勝した。2007年、移籍金460万ユーロでアスレティック・ビルバオに移籍。ダニエル・アランスビアからポジションを奪い、その地位を守っていたが、2016-17シーズン。ケパ・アリサバラガの台頭により出場機会が減少した。
バスク代表として2試合に出場している。

## 所属クラブ
- 1999-2000  CDバスコニア
- 2000-2001  ビルバオ・アスレティック
- 2001-2002  ゲルニカ・クラブ
- 2002-2004  エスパニョールB

2004-2005 → SDエイバル(loan)
- 2005-2007  RCDエスパニョール
- 2007-2017  アスレティック・ビルバオ
- 2017-2019  ジローナFC

## タイトル
アスレティック・ビルバオ
- スーペルコパ・デ・エスパーニャ 2015